# Kim Isabu
Kim Isabu – generał królestwa Silla, żyjący w VI wieku. Według Samguk sagi (Kroniki Trzech Królestw) był potomkiem króla Naemula (내물왕) w czwartym pokoleniu. Odegrał istotną rolę w podboju Usan-guk, czyli wyspy Ullŭng-do.

## Życiorys
Podczas panowania króla Jinheunga, Isabu został mianowany gubernatorem prowincji Siljik (실직주) (obecnie Samcheok) a następnie został gubernatorem Haseulla (하슬라) (obecnie Gangwon). Oba urzędy piastował w okresie, gdy tereny królestwa Silla, łącznie z wyspami, były często najeżdżane i grabione przez ludność Usan-guk. 
Z powodu trudnego położenia geograficznego Usan-guk, jej mieszkańcy byli przekonani, że Silla nie zaatakuje ich wyspy. Isabu postanowił podbić ten wyspiarski naród. Jego plany mogły pokrzyżować nie tylko położenie geograficzne ale i duże zróżnicowanie plemienne mieszkańców wyspy. Aby dokonać podboju wyspy Isabu postanowił użyć fortelu i skonstruował ogromne drewniane lwy, które załadował na okręty a następnie zagroził ludowi Usan-guk, mówiąc, że uwolni je, jeśli się nie poddadzą. Podstęp udał się i lud Usan-guk poddał się. Usan-guk zostało podporządkowane królestwu Silla w 512 roku.
W 541 roku Isabu, po otrzymaniu najwyższej władzy wojskowej, rozszerzył terytoria królestwa Silla do granic Baekje i Goguryeo. Isabu podbił również Daegaya, co położyło kres federacji Gaya, a tym samym skonsolidował siłę Silla w południowo-wschodniej części Korei.